# 프랑스 국방부
프랑스 국방부는 국방정책을 수립하고 이행하는 중앙행정기관이다. 기관장은 국무위원인 국방부 장관이며, 군 통수권자는 공화국 대통령이다.
2017년 6월 21일부터 플로랑스 파를리(Florance Parly)가 장관직을 맡고 있으며, 2014년 11월 21부터 Jean-Marc Todeschini가 차관직을 수행하고 있다. 파리 7구 생-도미니크(Saint-Dominique) 가 14번지에 있으며, 합동참모본부는 파리 15구의 발라(Balard) 헥사곤에 있다.

## 역사
프랑스군을 지휘하는 국방부는 절대왕정기 "전쟁국" 임무를 계승한 "전쟁부"에서 기원한다. 식민부와 연결지어지는 "해군국"을 계승한 "해군부" 또한 존재했었다. 1915년에 민간 항공 관할을 포함하는 군 항공 사무국이 개설되는데, 이후 1928년에 항공부가 된다.
1948년에 "전쟁부", "해군부", "항공부"를 통합하여 "국방•군무부"가 창설된다. 전쟁, 해군, 항공을 관할하는 각 사무차관들에 의해 운영 되었으며, 이후 1958년에 이 사무국들이 사라지고, 5공화국 초기에 "군무부"로 개칭된다. 1969년 6월에 장관 미셸 드브레(Michel Debré)에 의해 다시 "국가방위부" 명명되었다가, 곧바로 다음 정부에서 다시 "군무부"로 바뀐다. 1974년 5월이 되어서야 장관 자끄 수플레(Jacques Soufflet)에 의해 "국방부"로 바뀌었다가 2017년 명칭을 군무부로 다시 변경하였다.
2009년에는, 헌병대의 관할이 국방부(국방)와 내무부(치안유지)의 동시 관할로 분리 되었다.

## 임무와 권한
제 5 공화국 프랑스에서 군 통수권자는 공화국 대통령이다. 대통령은 국가 안전 보장 회의의 의장직을 수행한다.
정부는 군대를 운영한다; 2008년부터 정부는 해외파병시 참전 이후 최대 3일 이내에 국회에 보고할 의무를 갖는다. 파병 목적을 상세히 설명해야한다. 이 보고는 토의의 대상이 될 수는 있으나, 표결의 대상이 되지는 아니한다. 전쟁의 선포는 국회가 승인한다.
국무총리는 일반 부서와 국방 부서를 관장한다. 국무총리는 작전 준비와 지휘를 결심하며, 국방에 관련된 각 부의 조정 통제를 한다.
국방부 장관은 국방 정책의 수립과 이행의 책임자이다. 국방부 장관은 특히 국군의 조직, 운영, 고용실태와 동원업무를 관할하며, 헌병의 사법 및 치안유지 임무는 관할하지 아니한다.
국방부 장관은 각 군과 군의 임무에 대한 권한을 갖고 있다. 각 군이 유지, 장비, 훈련에 필요한 수단들을 운영하는데 관심을 가져야 한다. 국방부 장관은 각군의 안전의 책임을 진다.
국방부 장관은 또한 다음의 임무를 수행한다 :
- 국방 장기 정책

- 대외 및 군사 정보

- 국방에 영향을 줄 수 있는 위기들의 예상과 추적 관리

- 국방 분야의 산업 및 연구, 사회 정책

국방부 장관은 방위 산업 수출 정책의 구상과 실행을 관장한다.

## 조직

### 장관
직책을 수행하는 동안, 국방부 장관은 다음의 보좌를 받는다 :
- 각 군 참모총장
- 방위사업청장
- 국방부 사무국 사무총장

## 국방부와 산하 기구의 위치
- 대외안보총국
- 프랑스 방위사업청
- 국방부 홍보처[1]

## 같이 보기
- 프랑스 정부